# Кун Ицзи
«Кун Ицзи» (кит. 孔乙己, пиньинь Kǒng Yǐjǐ, палл. Кун Ицзи) — рассказ одного из основоположников современной китайской литературы Лу Синя. Первоначально опубликованный в апреле 1919 года в журнале «Новая молодежь» (New Youth 青年), позднее он был включён в его первый сборник рассказов «Призыв к оружию» (吶喊). Рассказчик повествует о Куне Ицзи, бывшем учёном, который стал алкоголиком и завсегдатаем в таверне, где рассказчик работал, будучи еще юношей. Рассказ написан современным языком и свидетельствует о неприятии Лу Синем классического китайского языка. Это произведение — одна из самых известных работ Лу Синя.
Некоторые считают, что Лу Синь написал эту историю, чтобы рассказать о тяжелой жизни студентов и интеллигенции в начале века. Другие предполагают, что автор хотел показать проблемы общества Китая того времени, где люди тратили годы жизни, пытаясь сдать бессмысленные экзамены, были эгоистичны и совершенно безразличны к судьбе других. Сам Лу Синь, играя важную роль в «Движении за новую культуру», отвергал традиционные ценности, принятые в китайском обществе и традиционную систему образования, которая предусматривала государственные экзамены, в ходе которых в основном проверялись познания в конфуцианской классике.

## Сюжет
Рассказчик вспоминает о том времени, как двадцать лет назад он работал официантом в таверне в вымышленном городе Лучжэне, фигурирующем во многих произведениях Лу Синя. Автор рассказывает, что Кун Ицзи выделялся из толпы и этим привлёк его внимание. Лу Синь объясняет, что в то время мужчины из рабочего класса носили короткие пальто и пили, стоя у стойки, тогда как более богатые клиенты, которые носили длинные одежды, сидели и ели внутри, а Кун Ицзи был единственным клиентом, который носил длинное пальто и стоял.
Кун Ицзи — учёный, который не сдал экзамен на учёную степень «сюцай», но нагло щеголяет в своей речи мудрёными цитатами из китайской классики, отказывается выполнять чёрную работу и ворует, чтобы не умереть от голода. Другие клиенты относятся к нему с жестокостью и презрением, один из них и дал ему прозвище «Кун Ицзи», которое сложено из его настоящей фамилии Кун и бессмысленной последовательности иероглифов из детской книги. Хотя Кун Ицзи — вор, он всегда старается расплатиться за свои долги с хозяином таверны. Он пытается научить рассказчика написанию иероглифов, однако мальчику это не интересно. Позже Куна Ицзи ловят на краже, избивают и ломают ему ноги. Он добирается до таверны и заказывает немного вина. После этого он больше не появляется в таверне и, видимо, гибнет в результате полученных травм. Хозяин таверны некоторое время вспоминает неоплаченные счета Куна Ицзи, но в остальном его предают забвению.